# Джексон, Джон (музыкант)
Джон Джексон (англ. John Jackson; 24 февраля 1924 года, Вудвилл, Виргиния, США  — 20 января 2002, Фэрфакс-стэйшн, Виргиния, США) — американский пидмонт-блюзовый гитарист, банджоист, вокалист и автор песен. Номинант Blues Music Awards в номинациях «Альбом традиционного блюза» (1980), «Блюзовый альбом-возвращение» (2000), «Исполнитель акустического блюза» (2000), «Альбом акустического блюза» (2000). 

## Биография
Джон Джексон родился  в Вудвилле, штат Виргиния, в семье фермера-арендатора. Оба родителя будущего музыканта занимались музыкой и пели, активно участвуя в сельских танцах, домашних вечеринках и церковных собраниях . В четырёхлетнем возрасте начал учиться играть на отцовской гитаре, обучаясь сам, практикуясь и наблюдая за выступлениями других музыкантов, которых он видел на местных собраниях. Год спустя отец Джона Джексона купил подержанную радиолу. Сам музыкант вспоминал, что отце покупал большую часть блюзовых и кантри пластинок, выходивших в то время. Особое впечатление на Джона Джексона произвели Блайнд Бой Фуллер, Блайнд Блэйк и Блайнд Лемон Джефферсон. Кроме того, он слушал записи Джимми Роджерса и Эрнеста Табба, а также широкий спектр госпелов, рэгтаймов и гимнов в стиле кантри. Учителем Джона Джексона стал заключённый по имени Хэппи, строивший автомобильную дорогу поблизости, многому научивший музыканта.
В двадцатичетырёхлетнем возрасте, уже будучи с женой и детьми, он перебрался в Фэрфакс, где он нанялся на работу на молочную ферму, а также подрабатывал в других местах, в том числе работал могильщиком. Только в 1960 году у Джона Джексона появилась первая собственная гитара: друг ему продал старый Gibson. Как вспоминал музыкант «Я никогда не зарабатывал игрой, я просто делал это для собственного удовольствия, играя на вечеринках, танцах, общественных собраниях и тому подобном. Иногда кто-то платил мне два или три доллара, но очень редко». Профессиональным музыкантом он стал в известной степени случайно. Началось всё с того, что в 1962 году во двор, где Джексон играл для детей хит того времени «Walk Right In» группы Rooftop Singers, зашёл почтальон, который начал настойчиво просить научить его играть эту песню. Для этого Джексону пришлось идти ночью на заправку, где почтальон подрабатывал. За игрой его застал приехавший заправиться известный фольклорист Чарльз Пердью (в будущем профессор фольклора в Университете Вирджинии), который не только взял Джексона с собой на следующий вечер, чтобы послушать его в близлежащем фолк-клубе, но и в дальнейшем «раскручивал» музыканта и его творчество. Пердью уговорил Джона Джексона посетить некоторые клубы в Джорджтауне, где он с удивлением обнаружил что его кумиры — Миссисипи Джон Хёрт, Скип Джеймс, Слипи Джон Эстес, — не только живы, но и выступают. Во время выступления Мэнса Липскомба Джона Джексона пригласили на сцену, чтобы он сыграл пару песен. В этот момент в зале оказался Крис Штрахвиц, ищущий новые таланты для своего калифорнийского лейбла Arhoolie. Первая запись Джона Джексона датируется 1965 годом, когда его запись попала на сборник Blues and Virginia Dance Tunes-Volume I. В том же году он выпустил свой первый альбом. Музыкант несколько раз гастролировал в Европе, первый раз в 1969 году, выступал на различных музыкальных фестивалях, в том числе входя в состав группы Travelling Blues Workshop. Джон Джексон — один из немногих афроамериканских музыкантов, играющих пидмонт-блюз на банджо, на котором он научился играть, когда рос в сельском регионе Пидмонта. В 1970 — 1990 годах музыкант гастролировал по всему миру, включая Южную Америку и Юго-Восточную Азию, выступал на самых престижных музыкальных фестивалях, деля сцену со звёздами блюза, в радио- и телепередачах, написал музыку к фильму,  записался на пластинках таких исполнителей как Джонни Кэш и Боб Дилан . В 1980-м году получил благодарность президента Картера за выступление в Белом доме в День труда.
В 1980 году его альбом Step It Up and Go претендовал на получение Blues Music Awards как лучший альбом традиционного блюза, в 2000 году альбом Front Porch Blues 1999 года номинировался на ту же премию как альбом-возвращение. В 1986 году получил награду National Heritage Fellowship, присуждаемую Национальным фондом искусств США, высшую награду, присуждаемую правительством США за заслуги в области народного искусства . В январе 2011 года альбом 2010 году Rappahannock Blues был номинантом Independent Music Awards в категории «Блюзовый и представленный вживую альбом»
Был женат, от брака имел шесть сыновей и одну дочь, пережил жену Кору Ли Картер и трёх сыновей. Умер от рака печени 20 января 2002 года в своём доме; последний раз выступил на сцене за три недели до смерти. Похоронен в Мемориальном парке Плезант-Вэлли в Аннандейле.
Роберт Кристгау, описывая альбом Джонсона 1978 года Step It Up and Go сказал, что: «Его стиль игры на гитаре эклектичен, как и подобает человеку, который позаимствовал свои лучшие песни от Блайнда Боя Фуллера и Блайнда Блейка, но он также играл в кантри-группе в начале 1940-х. Его голос гортанный, но чётко выраженный. Он не новатор, и он не так захватывает на протяжении всего альбома, как вначале, но тем не менее, именно на его совести самая приятная и хорошо записанная новая кантри-блюзовая пластинка, из тех, что я слышал за последние годы».
«Его уверенная игра пальцами, домашний виргинский акцент и заразительное добродушие делали его выступления, живые или записанные, чем-то особенным».
«Абсолютный мастер невероятно сложного пидмонтского стиля игры пальцами, Джон мог одновременно создавать басовый паттерн (большим пальцем), поддерживать ритмический аккомпанемент, и выбирать отдельные ноты для передачи мелодии — и все это в рамках жесткой гармонической структуры» .

## Дискография
- Blues and Country Dance Tunes from Virginia (1965)
- John Jackson (1966)
- More Blues and Country Dance Tunes from Virginia: Vol. 2 (1968)
- In Europe (1970)
- Don't Let Your Deal Go Down (1970)
- Step It Up and Go (1979)
- Deep in the Bottom (1983)
- Country Blues & Ditties (1999)
- Front Porch Blues (1999)
- Rappahannock Blues (2010)